# Stefano Sgorbini
Stefano Sgorbini (Arcola, 3 maggio 1952) è un politico italiano, presidente della Provincia della Spezia dal 1993 al 1997.

## Biografia
Esponente del Partito Comunista Italiano, è sindaco di Arcola dal 1985 al 1993. Dopo la svolta della Bolognina aderisce al Partito Democratico della Sinistra.
Nel dicembre 1992 subentra nel consiglio provinciale spezzino e nel febbraio 1993 diventa Presidente della Provincia della Spezia. Alle elezioni provinciali dell'autunno 1993 è ricandidato alla presidenza della provincia della Spezia, sostenuto da PDS, Alleanza Democratica e Verdi: al primo turno ottiene il 36,5% dei voti, poi vince il ballottaggio contro il candidato di DC e PSI con il 55%.
Alle seguenti elezioni provinciali spezzine del 1997 la coalizione di centrosinistra candida alla presidenza Giuseppe Ricciardi del PPI, che vince: Sgorbini viene eletto in consiglio col PDS e nominato vicepresidente della provincia, ruolo che ricopre sino alla scadenza del mandato nel 2002.